# Hodod
Hodod ou Hadad en hongrois (Kriegsdorf, le « village guerrier » en allemand) est une commune transylvaine roumaine du județ de Satu Mare, dans la région de développement du Nord-ouest.

## Géographie
La commune de Hodod est située dans l'extrême sud-est du județ, à la limite avec les județe de Sălaj et Maramureș, dans les collines de Codru, à 10 km à l'ouest de Cehu Silvaniei et à 70 km au sud-est de Satu Mare, le chef-lieu du județ.
Hodod est située sur la route régionale DJ196 qui la relie à l'ouest à Supuru de Jos et à l'est au județ de Sălaj et à Cehu Silvaniei. La route DJ110A mène vers le județ de Sălaj et Coșeiu au sud tandis que la DJ196A rejoint Giurtelecu Hododului et Bicaz dans le județ de Maramureș au nord-est.
La commune est composée de quatre villages :
| roumain (endonymie)  | hongrois (exonymie) | allemand (exonymie)          |
| -------------------- | ------------------- | ---------------------------- |
| Hodod                | Hadad               | Kriegsdorf                   |
| Giurtelecu Hododului | Hadadgyőrtelek      | Wüst Jörgen, Georgius        |
| Nadișu Hododului     | Hadadnádasd         | Ungarisch Rohrdorf, Rohrfeld |
| Lelei                | Lele                | Lellen                       |

Population par village en 2002:
- Giurtelecu Hododului (816) ;
- Hodod (912), siège de la commune ;
- Lelei (662) ;
- Nadișu Hododului (809).

## Histoire

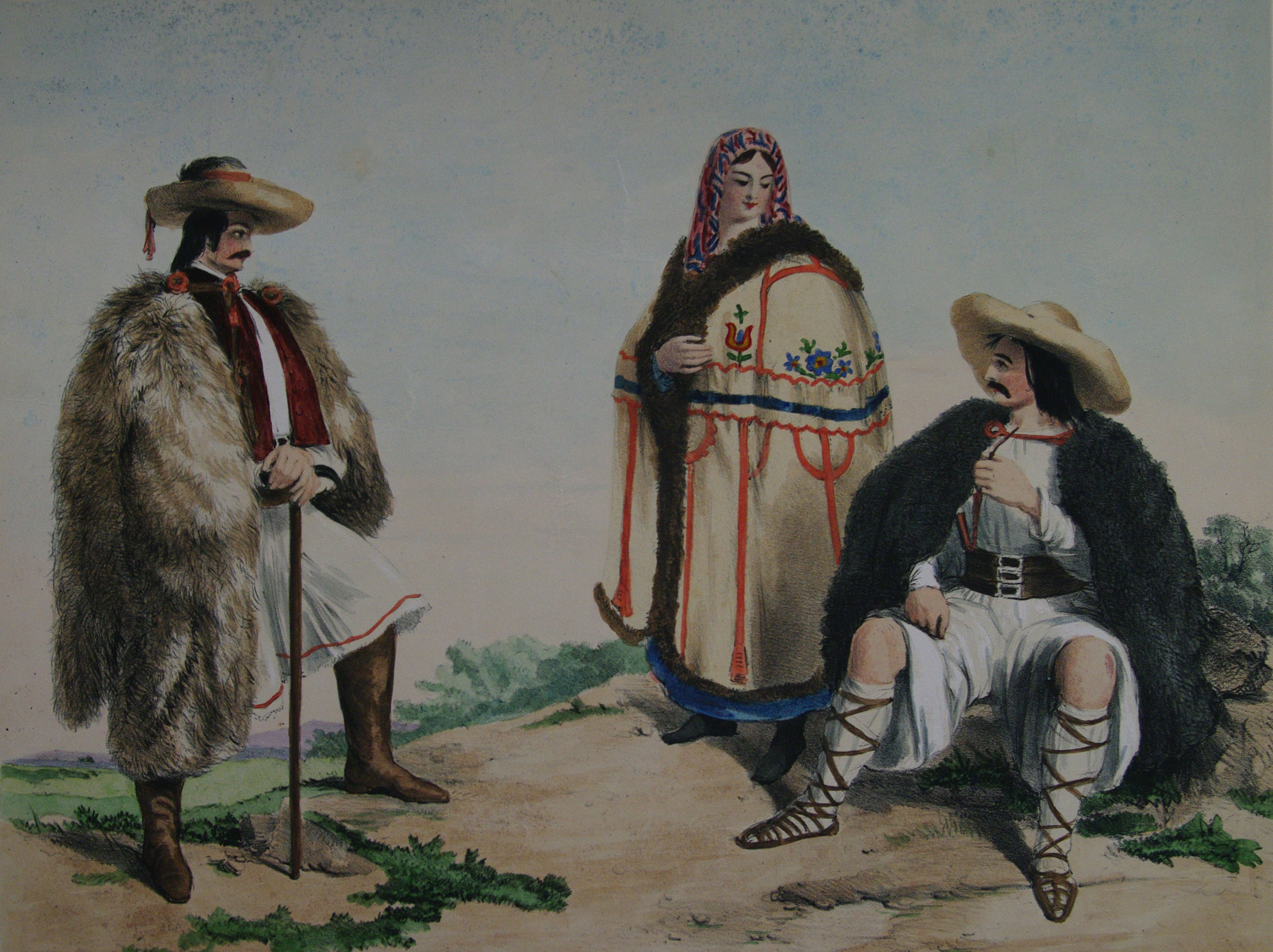
Paysans de Hodod au milieu du XIXe siècle, dessinés par Catterson Smith d'après une lithographie de George Edwards.

La commune appartint au royaume de Hongrie du XIe siècle au XVIe siècle et de 1867 à 1918 au sein des pays de la Couronne de saint Étienne de l'Autriche-Hongrie. Elle se situe aux limites des régions historiques de Crishanie (en hongrois Körösvidék, en allemand Kreischgebiet) et de la principauté de Transylvanie à laquelle il appartint de 1526 à 1867 (et que les historiens hongrois modernes appellent « royaume de Hongrie orientale »). La première mention écrite du village de Hodod date de 1210 tandis que Nadișu Hododului est signalé dès 1205. Il faut attendre 1330 pour trouver une mention de Lelei et 1378 pour celui de Giurtelecu Hododului. Les habitants étaient qualifiés de óhitű oláh es tótok lakosok (« valaques et slavons orthodoxes »).
Un château-fort de la famille Jakcs Kusalyi de la noblesse hongroise est signalé en 1399 et Hodod obtient le statut de ville en 1482, mais le château est démoli au début du XVIIIe siècle après la révolte du prince transylvain François II Rákóczi contre les Habsbourg, et la ville décline. Elle est donnée par l'empereur autrichien Rodolphe II de Habsbourg à la famille Wesselényi à laquelle il appartiendra jusqu'à la dissolution de l'empire austro-hongrois en 1918.
Les Wesselényi font construire un nouveau château de style baroque autrichien et, après l'épidémie de peste de 1742, encouragent l'installation d'artisans et d'éleveurs de bétail (csordás, juhász) et de chevaux (csikós) d'origine allemande et hongroise, pour la plupart chrétiens réformés, confession toujours majoritaire à Hodod au XXIe siècle.
Avec le compromis de 1867 entre les aristocrates autrichiens et hongrois qui partage l'empire d'Autriche en une « double monarchie » austro-hongroise, la principauté de Transylvanie disparaît et est désormais englobée dans le royaume de Hongrie qui, en 1876, est partagé en comitats. Hodod se trouve alors dans le comitat de Szilágy (Szilágy vármegye) et le recensement de 1910 y trouve 3 760 Hongrois (68,55 %), 1 574 Roumains (28,70 %) et 135 Allemands (2,46 %),.
À la fin de la Première Guerre mondiale, l'Empire austro-hongrois se disloque et est remplacé par la République démocratique hongroise qui se délite à son tour, les tchèques, slovaques, ruthènes, roumains et serbes proclament à leur tour leurs indépendances, que le nouveau royaume hongrois sans roi, rétabli en 1920, est obligé par les Alliés de reconnaître au traité de Trianon de 1920. Dès lors, Hodod se trouve dans le județ roumain de Sălaj.
En 1940, à la suite du deuxième arbitrage de Vienne, Hodod revient à la Hongrie jusqu'en 1944, période durant laquelle sa communauté roumaine est expulsée vers la Roumanie dans le cadre des échanges de population obligatoires tandis que la communauté juive est exterminée. Les 19, 22, 26, 29, 30, 31 mai et le premier juin de cette année-là, les Juifs de Hodod, jadis affiliés à la fameuse école hassidique de Szatmár sont arrêtés, emmenés et rassemblés par les « Croix fléchées » de Ferenc Szálasi dans le ghetto de Szatmár et de là, déportés à Auschwitz,,. Le sort des Roms est moins documenté, car leur communauté s'est dispersée et dissimulée dans les clairières des forêts des Carpates qu'ils connaissaient bien car une partie d'entre eux étaient traditionnellement bûcherons (rudari) et fabricants d'auges, d'abreuvoirs et de baignoires (băieși).
Lors de l'offensive soviéto-roumaine de septembre 1944 contre la deuxième armée hongroise et la sixième armée allemande, la plupart des Allemands de Hodod quittèrent la ville mais beaucoup furent rattrapés, ramenés à Hodod, jugés en 1945 pour faits de collaboration avec la Wehrmacht et 43 d'entre eux furent condamnés à être déportés au Goulag.
Hodod réintègre la Roumanie de facto en septembre 1944 à la suite de l'offensive des 2e, 3e et 4e fronts ukrainiens et de l'armée roumaine désormais Alliée, puis de jure après la Seconde Guerre mondiale, au traité de Paris en 1947 qui annule les arbitrages de Vienne.
Avec la réforme administrative du pays en 1968, Hodod est intégrée au județ de Satu Mare auquel elle appartient depuis.

## Politique
| Parti | Parti                                      | Conseillers |
| ----- | ------------------------------------------ | ----------- |
|       | Union démocrate magyare de Roumanie (UDMR) | 8           |
|       | Parti national libéral (PNL)               | 1           |
|       | Union sauvez la Roumanie (USR)             | 1           |
|       | Parti social-démocrate (PSD)               | 1           |

### Jumelages
Un Comité solidarité Roumanie lie les communes de l'ancien canton de Chécy (Loiret) à la commune de Hodod.

## Démographie
En 1930, on dénombrait 2 717 Hongrois (49,98 %), 1 834 Roumains (33,74 %), 641 Allemands (11,79 %), 145 Juifs (2,67 %) et 98 Roms (1,80 %).
Comme les autres Magyars d'outre-frontières, la majorité hongroise de la ville n'a pas subi d'expulsion à l'issue de la Seconde Guerre mondiale, de sorte que Hodod fait partie des communes du județ de Satu Mare à majorité hongroise. Dans la commune, seul le village de Giurtelecu Hododului a une population à majorité roumaine. En revanche, la population allemande vivant jadis à Hodod a fortement diminué, tandis que la communauté juive a disparu.
En 1956, après la Seconde Guerre mondiale, 3 463 Hongrois (58,91 %), 1 926 Roumains (32,77 %) côtoyaient 451 Allemands (7,77 %) et 32 Roms(0,05 %). Au fil des années, la plupart des Allemands ont émigré vers la République fédérale allemande en profitant des avantages de la Heimats Heimkehr, la « loi du retour à la mère-patrie ».
En 2002, la commune comptait 2 166 Hongrois (67,70 %), 907 Roumains (28,35 %), 79 Roms (2,46 %) et 46 Allemands (1,43 %). On comptait à cette date 1 189 ménages et 1 450 logements.
| 1850  | 1880  | 1890  | 1900  | 1910  | 1920  | 1930  |
| ----- | ----- | ----- | ----- | ----- | ----- | ----- |
| 3 641 | 4 257 | 4 588 | 4 933 | 5 485 | 4 816 | 5 436 |

| 1941  | 1956  | 1966  | 1977  | 1992  | 2002  | 2011  |
| ----- | ----- | ----- | ----- | ----- | ----- | ----- |
| 5 661 | 5 878 | 5 032 | 4 702 | 3 452 | 3 199 | 3 056 |

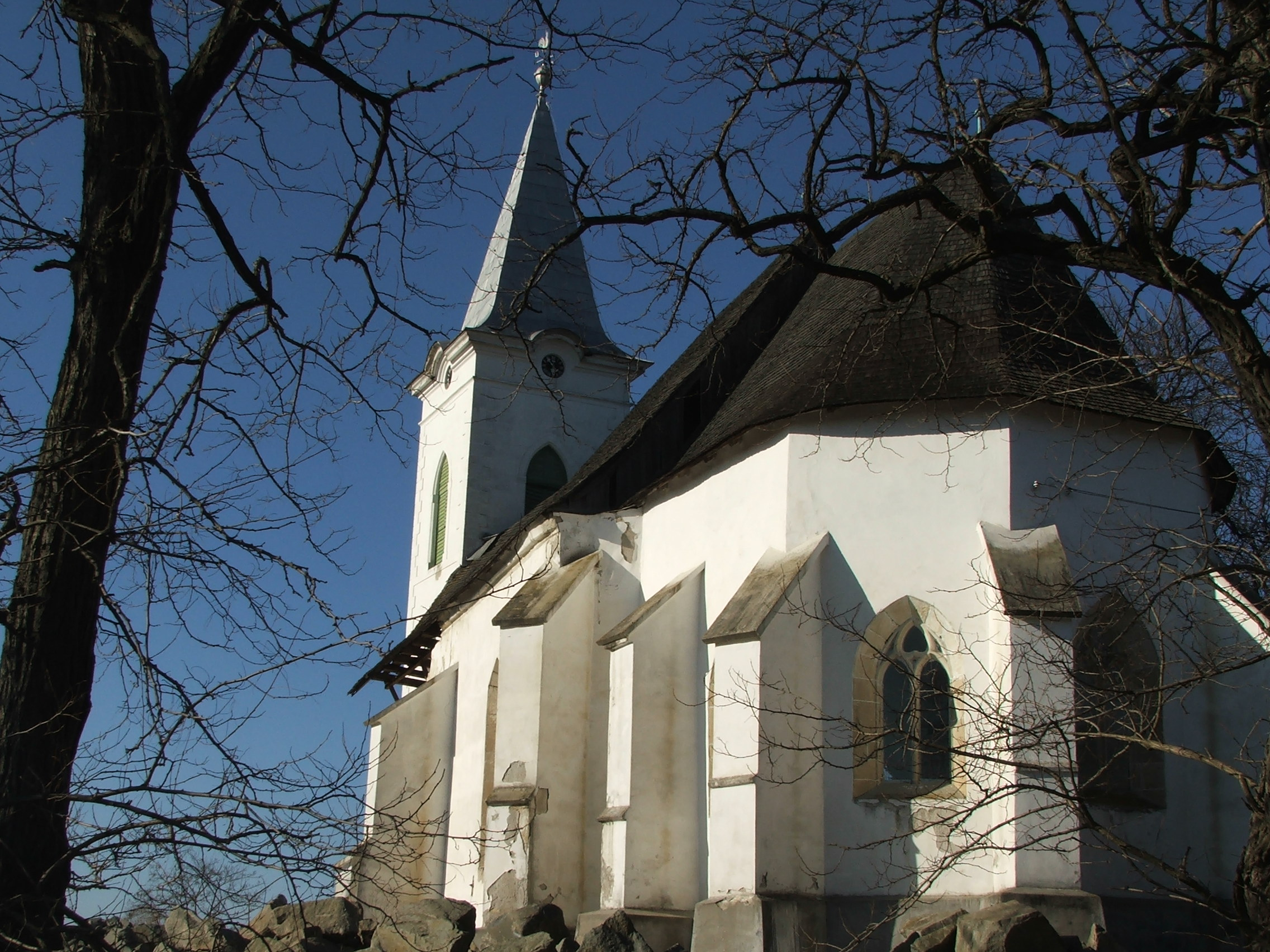
Église à Hodod

En 2002, la composition religieuse de la commune était la suivante :
- Réformés : 60,26 %
- Chrétiens orthodoxes : 27,57 %
- Baptistes : 7,87 %
- Pentecôtistes : 1,71 %
- Catholiques romains : 0,84 %
- Adventistes du septième jour : 0,56 %

## Économie

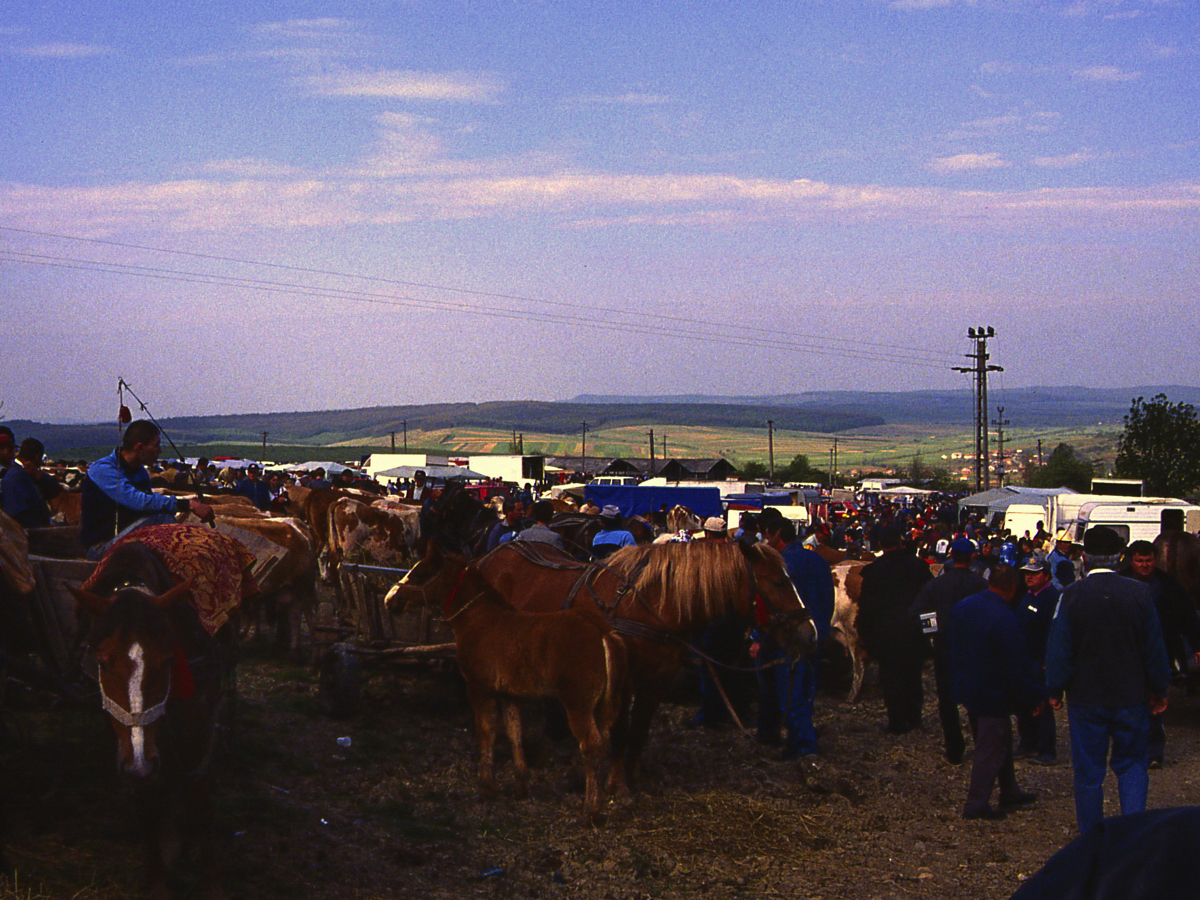
Marché à Hodod.

### Agriculture
L'économie de la commune repose sur l'agriculture, l'élevage et l'apiculture.

### Marché
Chaque premier lundi du mois, un grand marché se tient à Hodod.

## Lieux et monuments
Hodod
- Château Wesselényi, un des principaux édifices de style baroque du județ, construit au XVIIIe siècle, modifié au XIXe siècle[17].
- Château Dégenfeld, construit au XIXe siècle en style éclectique[17].
- Église évangélique luthérienne du XVIIIe siècle[17].
- Église réformée de style gothique datant du XVe siècle, classée monument historique[18],[19].

Nadișu Hododului
- Église réformée du XVe siècle, classée monument historique[18],[20].

Giurtelecu Hododului
- Église orthodoxe[18].

Lelei
- Église orthodoxe en bois des Sts Archanges datant de 1870, classée monument historique[18].
- Église réformée en bois datant de 1783-1788[17],[21].

## Personnalités nées à Hodod
- Mariska Ady (Hodod 1888 - 1977), écrivain et poète hongrois
- Béla Kun (Lelei, 1886 - 1938), principal leader bolchevik de la République des conseils de Hongrie en 1919
- Virgil Măgureanu (en) (Giurtelecu Hododului, 1941-), chef du service de renseignement roumain de 1990 à 1997